# Isomacrolobium lebrunii
Isomacrolobium lebrunii là một loài thực vật có hoa trong họ Đậu. Loài này được (J. Léonard) Aubrév. & Pellegr. mô tả khoa học đầu tiên năm 1959.